# Ernst Wulle

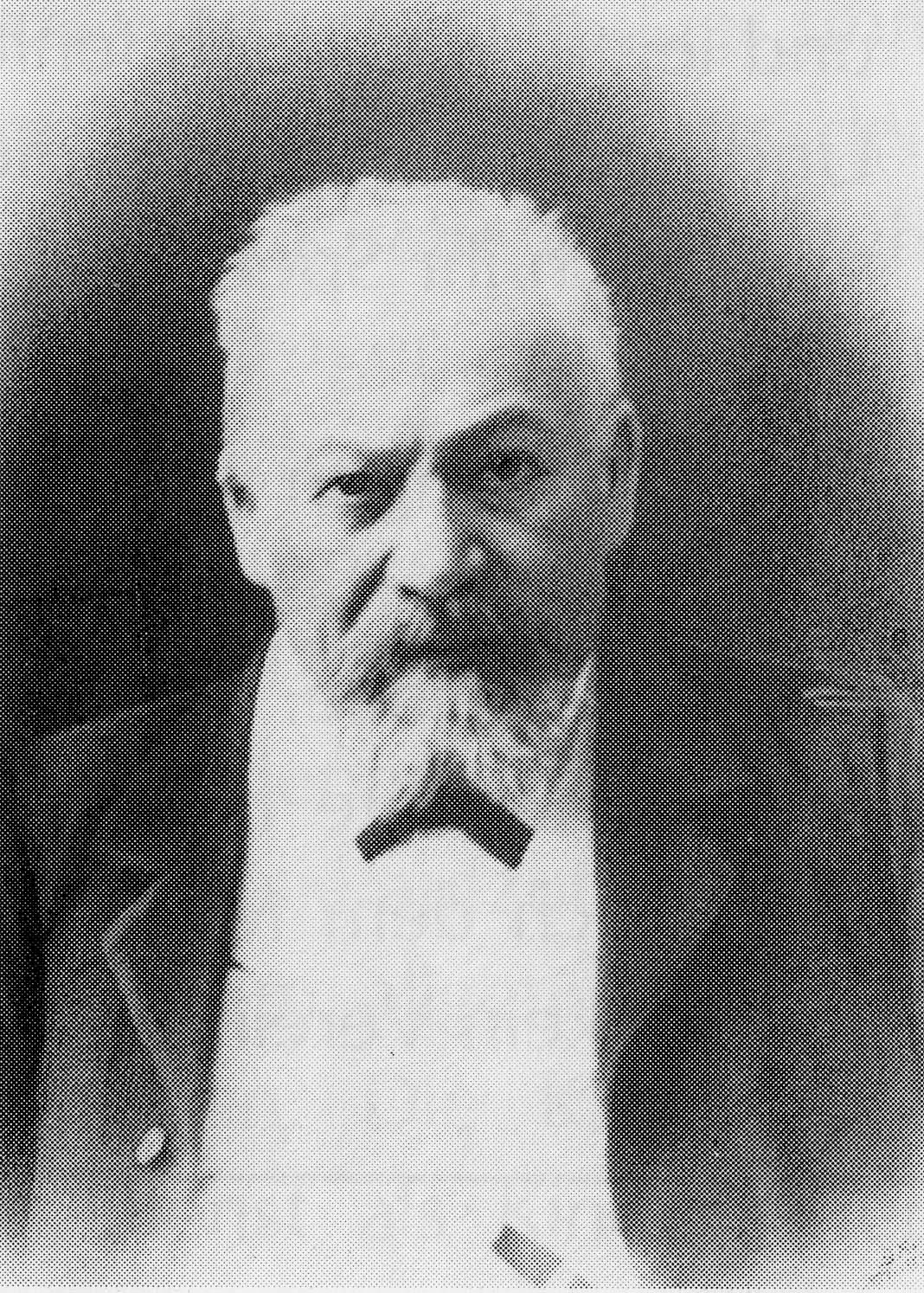
Ernst Wulle

Siegelmarke

Wulles Bürgerbräu

Wulles Spezial

Ernst Immanuel Wulle (* 15. Februar 1832 in Nehren (Württemberg); † 8. Dezember 1902 in Stuttgart) war ein deutscher Bierbrauer, Brauerei-Unternehmer und Stifter.

## Leben
Ernst Wulle wurde als Sohn eines Schreiners geboren und wuchs in ärmlichen Verhältnissen auf. Ein Onkel verschaffte ihm eine Lehrstelle in Stuttgart als Bierbrauer. Später heiratete er Wilhelmine Storz geb. Mauchart, eine Frau aus reichem Hause. Mit dem Wissen als Bierbrauer und dem nun vorhandenen Kapital gründete er zusammen mit dem Braumeister Maier die Wulle-Brauerei.
Ernst Wulle vergaß zeitlebens nicht, aus welchen Verhältnissen er kam, und blieb seinem Geburtsort stets verbunden. So gründete er 1900 die Ernst-Wulle-Stiftung mit 5.000 Mark Stiftungskapital. Hiervon wurde 1901 der Kindergarten „Auchtert“ in Nehren gebaut. Bei der Einweihung des Gebäudes wurde Wulle die Ehrenbürgerurkunde überreicht. Zur Erinnerung an den Stifter wurde in Nehren die Wullestraße benannt, außerdem in Stuttgart zur Erinnerung an die Brauerei Wulle die Treppenanlage Wullestaffel.
Am 8. Dezember 1902 starb Ernst Wulle nach kurzer Krankheit. Er wurde am 11. Dezember in der Abteilung 5 auf dem Pragfriedhof in Stuttgart beerdigt. In seiner Predigt zur Beerdigung hob Stadtpfarrer Jehle unter anderem auch die Tätigkeit von Ernst Wulle als freiwilliger Armenhelfer hervor, neben seinen Ämtern als Kirchengemeinderat und Gemeinderat.

## Brauerei Wulle
1859 erwarb Wulle zusammen mit seinem Teilhaber Maier die Grundstücke Neckarstraße 60 und 62 bis zur Mitte des Kernerplatzes in Stuttgart. Während der Bauzeit der neuen Brauereianlage auf diesem Areal stellte sich heraus, dass die Anlagen zu klein waren und man vergrößern musste. Hierüber konnten sich die beiden Besitzer nicht einigen, weswegen Maier schon 1861 ausstieg. 1896 wurde die Brauerei in eine Aktiengesellschaft umgewandelt und firmierte nun als Aktienbrauerei Wulle. Die Brauerei kam nur schwer gegen den in Württemberg weitverbreiteten Wein- und Mostkonsum an, da Bier teurer war.
Die Anfangszeit des Unternehmens war durch zahlreiche Übernahmen von regionalen Brauereien gekennzeichnet:
- 1897: Brauerei Kolb in Stuttgart
- 1903: Brauerei Siegelberg in Zuffenhausen
- 1906: Brauerei Lechleitner in Esslingen am Neckar
- 1911: Brauerei Engel in Vaihingen/Enz und Brauerei C. Widmaier in Möhringen a. d. F.
- 1919: Brauerei Gebr. Leo in Dürrmenz bei Mühlacker
- 1929: Gräflich von Rechberg’sche Brauerei in Weißenstein

In der Zeit des Nationalsozialismus beteiligte sich die Brauerei Wulle am Winterhilfswerk, an der Adolf-Hitler-Spende der deutschen Wirtschaft und an einer Reihe weiterer sozialer Sammlungen. Immer wieder wurden Betriebsangehörige zu Wehrübungen eingezogen. Ihr Lohn wurde in voller Höhe weitergewährt. Später erhielten auch Angehörige von Soldaten monatliche Zuschüsse. Den ersten als Soldaten gefallenen Betriebsangehörigen verzeichneten die Wirtschaftsberichte am 22. Mai 1940, er fiel in Frankreich.

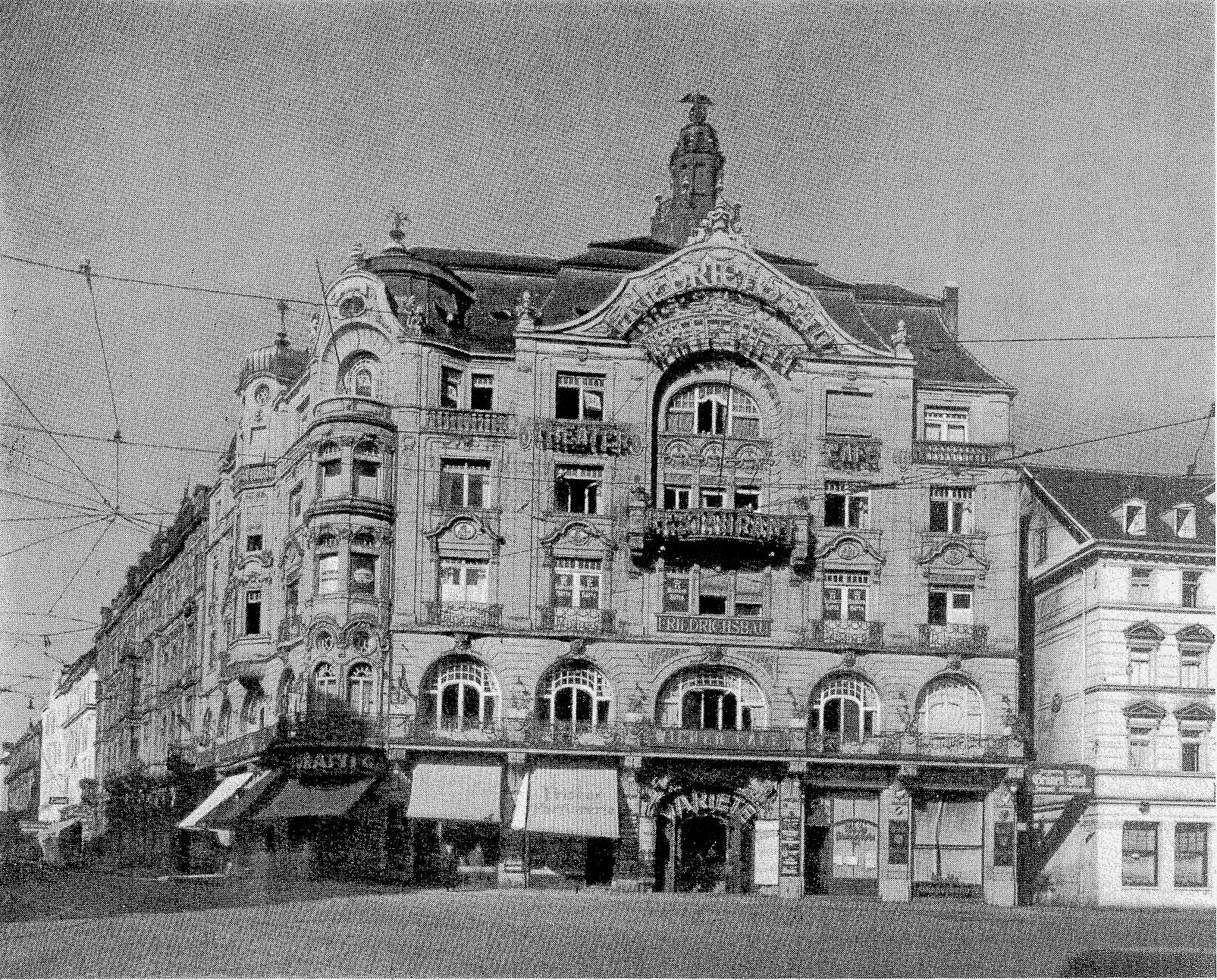
Friedrichsbau in Stuttgart

Aktie über 100 RM der Brauerei Wulle AG vom Januar 1930

Ab dem 1. Juli 1942 wurde das von der Brauerei hergestellte Spezial-Bier nur noch an die Deutsche Wehrmacht ausgeliefert. 1943 wurde die Mälzerei bei einem Luftangriff zerstört und die Brauereianlagen wurden beschädigt. Insgesamt wurden bei dem Angriff 35 Wirtschaftsanwesen in Trümmer gelegt, darunter auch der Friedrichsbau in der Stuttgarter Innenstadt, der 1900 durch die von Wulle gegründete Immobilienverein-AG erbaut worden war.
Nach dem Krieg erholte sich das Unternehmen von den Folgen und konnte den Bierausstoß kontinuierlich erhöhen. 1960 erfolgte die Wiederherstellung der Wulle-Festsäle an der Neckarstraße. Die Brauerei „Zum Hecht“ in Bopfingen wurde zugekauft.
Am 5. April 1971 wurde die Brauerei Wulle von der Brauerei Dinkelacker übernommen. Nach und nach verschwand der Name bzw. die Marke Wulle aus den Geschäftsberichten. Noch in den 1970er Jahren wurde der Brauereikomplex zwischen der Neckarstraße und dem Kernerplatz stillgelegt und abgerissen. Heute stehen dort Landesministerien und ein Hotel.
„Wir wollen Wulle!“ war der bekannte Werbespruch der Brauerei seit 1861. Diese drei Worte prangen auf vielen Gläsern, Krügen, Aschenbechern, Bierdeckeln und anderen Werbemitteln.
1988 tauchte der Name Wulle nochmals kurz auf. In diesem Jahr fusionierte die formal noch bestehende Brauerei Wulle mit der ebenfalls bereits zu Dinkelacker gehörenden Brauerei Cluss in Heilbronn zur Cluss-Wulle AG, deren Unternehmenszweck wohl die Verwaltung der früheren Brauerei-Liegenschaften war. So wurde die Cluss-Wulle AG im Jahr 2000 zu einem Drittel Teilhaber der Cäcilienpark am Neckar GbR, die die gleichnamige, 320 Wohnungen umfassende Wohnanlage auf dem ehemaligen Cluss-Gelände in Heilbronn errichtete.
20 Jahre später und 37 Jahre nach dem vorläufigen Ende wurde im ersten Quartal 2008 durch die Brauerei Dinkelacker-Schwaben-Bräu die Marke Wulle wieder eingeführt.
2014 wurde der Werbespruch „Wir wollen Wulle!“ durch die Punk-Band Schmutzki vertont, die damit ihre Liebe zu dem Bier bekundeten. Seitdem sponserte die Brauerei das Freibier, das vor jedem Konzert auf Tourneen verteilt wird.
Im Jahr 2020 kam mit dem Wulle Pils die zweite Biersorte auf den Markt. Mit einem Stammwürzgehalt von über 12 % orientiert sich die Rezeptur der Neuauflage am historischen Produkt. Ende 2021 wurde die Sorte wieder eingestellt.

### Produkte
- Wulle Vollbier Hell (erhältlich in der 0,5-l-Euroflasche, der 0,33-l-Bügelflasche und der 0,5-l-Dose)[4]
- Wulle Pils (bis 2021 in der 0,33-l-Bügelflasche)[4]

## Wulle-Hilfe e. V.
Auf Betreiben der Brauerei Wulle wurde 1941 die Wulle-Hilfe e. V. mit einem Startkapital von 100.000 Reichsmark gegründet. Zweck dieses gemeinnützigen Vereins war, bedürftige Betriebsangehörige finanziell zu unterstützen. Hierzu erfolgten einmalige oder wiederholte finanzielle Zuwendungen. Gespeist wurden diese Auszahlungen durch Zuwendungen seitens der Brauerei Wulle. 1970 belief sich das Vereinsvermögen auf 1.235.634,18 DM. Nach der Übernahme der Brauerei durch Dinkelacker 1971 wurden die beiden sozialen Kassen Dinkelacker-Unterstützungskasse und Wulle-Hilfe miteinander verschmolzen. Am 11. Juli 2005 wurde die Unterstützungskasse aus dem Vereinsregister gelöscht, das Vereinsvermögen ging an das Unternehmen Dinkelacker-Schwabenbräu.

## Wulle-Fest
Zeitlebens vergaß Ernst Wulle seine Herkunft nicht und spendete bei jedem Besuch in seinem Heimatdorf Nehren etwas zu essen und zu trinken. Diese Treffen wuchsen sich regelmäßig zu kleinen Festen aus. Diese Tradition erlebte am 1. August 2009 ihre Wiedergeburt durch die Einführung des alle zwei Jahre stattfindenden Wulle-Festes in Nehren und die tatkräftige Unterstützung der Brauerei Dinkelacker-Schwabenbräu.

## Belege
1. ↑  Wulle kommt zurück! Dinkelacker-Schwaben Bräu legt Stuttgarter Traditionsbier Wulle neu auf. Pressemeldung vom 12. Februar 2008
2. ↑  Schmutzki: SCHMUTZKI // WIR WOLLEN WULLE. 9. September 2014, abgerufen am 17. Juli 2017.
3. ↑  Redaktion: Wulle Pils – Die Wiedergeburt des Jahres. 30. Juni 2020, abgerufen am 23. Oktober 2020 (deutsch).
4. 1 2 3  Wulle Webseite. Abgerufen am 23. Oktober 2020.

Koordinaten: 48° 47′ 2,2″ N, 9° 11′ 18,9″ O
| Personendaten    | Personendaten                              |
| ---------------- | ------------------------------------------ |
| NAME             | Wulle, Ernst                               |
| ALTERNATIVNAMEN  | Wulle, Ernst Immanuel (vollständiger Name) |
| KURZBESCHREIBUNG | deutscher Brauer und Brauerei-Unternehmer  |
| GEBURTSDATUM     | 15. Februar 1832                           |
| GEBURTSORT       | Nehren                                     |
| STERBEDATUM      | 8. Dezember 1902                           |
| STERBEORT        | Stuttgart                                  |